# H-40
Das H-40 ist eine 12-Meter-Segelyacht aus der Feder des finnischen Konstrukteurs Hans Groop. Es wird seit 2011 bei der schwedischen Werft Utklippan Yachts gebaut. Der Entwurf des H-40 ist an Groops Artekno H-35 angelehnt: wie seinerzeit das H-35 ist das H-40 ein Kompromiss aus klassischen Linien eines Schärenkreuzers und dem Komfort einer modernen Freizeityacht. Das Klassenzeichen soll auf die Verwandtschaft zu früheren Groop-Booten hinweisen: Es besteht aus dem Zeichen von Groops H-Boot mit einer hinzugefügten 40. Der Neupreis mit Segeln wird auf 1.895.000 schwedische Kronen beziffert (ca. 215.000 €).

## Geschichte
Die Idee für das H-40 hatten die schwedischen H-35-Segler Bengt Callmer, Henry Evers und Goran Ax. Sie finanzierten auch die ersten beiden, 2008 gebauten Prototypen. Ziel war, eine zeitgemäße, modernisierte Version des H-35 zu bauen. Die Modernisierungen richteten sich vor allem nach dem gesteigerten Bedürfnis nach Komfort. So erhielt das H-40 mehr Wohnraum, zwei zusätzliche Kojen, 1,90 Meter Stehhöhe, eine Duschkabine und eine Badeplattform. Die Werft plant, jährlich 5–7 Exemplare herzustellen.